# NGC 6430
NGC 6430 is een spiraalvormig sterrenstelsel in het sterrenbeeld Hercules. Het hemelobject werd op 2 juni 1864 ontdekt door de Duitse astronoom Albert Marth.

## Synoniemen
- UGC 10966
- MCG 3-45-19
- ZWG 112.35
- IRAS 17430+1809
- PGC 60805